# Літургійний рік
Літургійний рік — літургійний порядок Вселенської чи якоїсь помісної церкви із циклами рухомих і нерухомих свят, зложений із тижнів, днів тижня, свят Господніх, Богородичних, святих Божих угодників та періодів постів і заказаних часів.
У накреслені програми обновлення духовного й літургічного життя в церкві собор передбачає теж оновлення чи застосування до сучасних вимог життя, літургічного року, маючи завжди на приміті духовне добро вірних і конкретні умови, серед яких їм доводиться жити. Про таке застосування літургічного року собор говорить раз у своїй конституції про св. Літургію (102—111), а другий раз у своєму декреті про Східні католицькі церкви.
Літургічний круг східних церков (православної чи греко-католицької) є дуже багатий. Літургійний устав веде впродовж цілого року і постійно ставить перед очі своїх вірних таїнства життя, страстей, смерті і воскресіння Божественного Спасителя вірних християн, величі Божого материнства і могутнього заступництва Пречистої Діви Марії, подвиги святих мужів і жінок, що своїм геройським наслідуванням Христа прославили Бога й увесь людський рід. Часи посту й утримання від гучних забав мають помогти вірним більше опанувати себе та краще приготуватись на таємну зустріч із Христом, у Пресвятій Євхаристії за життя, і в день другого приходу Христа при кінці світу.
Щодо свят, постів і заказаних часів, це питання завжди було предметом церковних нарад (так до календаря додавалося прославлення нових святих на вже наявні дати). Але, оскільки Вселенська церква готує перевірку обов'язкових Свят, постів і священних часів та готує в цій справі своє авторитетне рішення, відносні постанови окремих церков у цій справі проголошуються на місцевому рівні серед вірян. До часу проголошення цих постанов, віруючому завжди необхідно дотримуватися чинних практик.

## Свята
- Неділя Воскресіння Господнє (Пасха)
- Неділя Божого Милосердя (2-а неділя після Пасхи)